# Rhabdophis akraios
Espèce
Rhabdophis akraios est une espèce de serpents de la famille des Natricidae.

## Répartition
Cette espèce est endémique de Sumatra en Indonésie.

## Étymologie
Le nom spécifique akraios vient du grec akraios, qui vit sur les hauteurs, en référence à l'habitat de cette espèce.

## Publication originale
- Doria, Petri, Bellati, Tiso & Pistarino, 2013 : Rhabdophis in the museum of Genova with description and molecular analysis of a new species from Sumatra (Reptilia, Serpentes, Colubridae, Natricinae). Annali del Museo Civico di storia naturale G. Doria, vol. 105, p. 139-153.